# Луїза Ловсон
Луїза Ловсон (до шлюбу Олбері) (17 лютого 1848 , Mudgeed  — 12 серпня 1920 , Gladesvilled ) — австралійська суфражистка, поетеса, письменниця, видавниця, феміністка, винахідниця. У 1889 році заснувала The Dawn Club, який став центром суфражистського руху в Сіднеї. «Мати виборчого права в Новому Південному Уельсі».

## Ранній життєпис
Луїза Олбері народилася 17 лютого 1848 року на станції Гунтаванг поблизу Гулгонга, Новий Південний Уельс, у сім'ї Генрі Олбері та Гаррієт Вінн. Вона була другою з 12 дітей у неблагополучній родині, і, як і багато дівчат того часу, покинула школу в 13-річному віці.
7 липня 1866 року у 18-річному віці вона стала дружиною Нільса Ларсена (Пітер Ловсон), норвезького моряка. Урочистості відбулися в методистському пасторському будинку в Маджі, Новий Південний Уельс. Чоловік часто покидав домівку, вирушаючи на видобування золота або працюючи зі своїм тестем, залишаючи Луїзу саму займатися вихованням чотирьох дітей — Генрі (нар. 1867), Люсі (нар. 1869), Джека (нар. 1873) та Поппі (нар. 1877), а також близнючки Теган, яка померла у 8 місяців. Луїза багато років сумувала через втрату Теган і сама також періодично не займалася дітьми. Фактично за молодшими братами та сестрами доглядав найстарший Генрі. Синові це не подобалося, він злився на мати, і вони часто сварилися.
У 1882 році Ловсон, її діти та бордер-колі Брін переїхали до Сіднея, де вона керувала пансіонами.

## Видавнича діяльність
Ловсон використала гроші, зібрані під час управління пансіонами, щоб придбати акції радикальної професійної газети «Республіканець» у 1887 році. Вона із сином Генрі займалася випуском The Republican у 1887—1888 роках, друкуючи газету в старій типографії в котеджі Луїзи. Республіканець закликав до об'єднання Австралійської республіки під «прапором Федеративної Австралії, Великої Республіки Південних морів».
Завдяки своїм збереженням та досвіду роботи в The Republican, Ловсон змогла у 1888 року почала видавати The Dawn — перший австралійський журнал, який готували виключно жінки. Він розповсюджувався по всій Австралії та за кордоном. «Світанок» мав різко феміністичну позицію та часто звертався до таких питань, як право жінок брати участь у голосуванні на виборах та обіймати державні посади, освіта жінок, економічні та юридичні права жінок, домашнє насильство та Рух стриманості. Цей часопис виходив щомісяця протягом 17 років (1888—1905), і його створювали 10 жінок. Син Ловсон Генрі також писав вірші та оповідання для газети, і в 1894 році видавництво The Dawn Press надрукувало його першу книгу «Оповідання в прозі та віршах».
Близько 1904 року Луїза Ловсон опублікувала власну книгу «Дерт і До». У 1905 році вона зібрала й опублікувала власні вірші «Самотня переправа та інші вірші». Ловсон, ймовірно, мала сильний вплив на літературну творчість свого сина в перші роки його діяльності.

## Суфражистка
У 1889 році Ловсон заснувала The Dawn Club, який став центром суфражистського руху в Сіднеї. У 1891 році була створена Ліга виборчого права жінок Нового Південного Уельсу для проведення кампанії за виборче право жінок, і Ловсон дозволила Лізі використовувати офіс Dawn для безкоштовного друку брошур і літератури. Коли жінки нарешті отримали право голосу, у 1902 році після прийняття законопроєкту про виборче право жінок у Новому Південному Уельсі, Ловсон була представлена членам парламенту як «Мати виборчого права в Новому Південному Уельсі».

## Подальше життя
Ловсон вийшла на пенсію в 1905 році, але продовжувала писати для сіднейських журналів і опублікувала збірку з 53 віршів The Lonely Crossing and Other Poems.
Вона померла в четвер 12 серпня 1920 року на 73-му році життя після тривалої хвороби в психіатричній лікарні Глейдсвілла. У суботу, 14 серпня 1920 року, вона була похована поряд із батьками в склепі на цвинтарі Руквуд.

## Пам'ять
У 1941 році The Sydney Morning Herald повідомила, що меморіальну лавку було встановлено в The Domain, Сідней, як данина пам'яті Луїзі Ловсон.
У 1975 році пошта Австралії випустила марку на честь Ловсон. Марка була розроблена Десом і Джекі О'Браєнами та була однією з 6 марок, випущених 6 серпня 1975 року на честь Міжнародного року жінок. Її було надруковано у друкарні банкнот у Мельбурні процесом фотогравірування в три кольори.
На її честь названо парк у місті Марріквіль, Новий Південний Уельс. Тут також є велика мозаїка із зображенням передньої обкладинки «Світанку» та табличка з написом «Луїза Ловсон (1848—1920) — соціальна реформаторка, письменниця, феміністка та мати Генрі Ловсона». Ці камені — це все, що залишилося від стіни її дому на Ренвік-стріт, Маріквіль.
Луїза Ловсон Кресент у передмісті Канберри Гілмор названа на її честь.
Будівля Луїзи Ловсон у передмісті Канберри Грінвей названа на її честь. У цій будівлі зараз розташована міністерство соціальних служб Австралії.
Скульптуру Луїзи Ловсон було встановлено 8 березня 2023 року біля бібліотеки на Маркет-Стріт, Маджі.

## Вибрані вірші
- «До пташки» (1888)
- «Мрія» (1891)
- «Побажання на день народження» (1892)
- «До пташки» (1892)
- «До моєї сестри» (1893)
- «Рядки, написані під час ночі, проведеної в корчмі Буша» (1901)
- «Дочка копача» (1903)
- «Настала година» (1903)
- «Знову назад» (1904)
- «In Memoriam» (1905)
- «Дитяче питання» (1905)
- «Відповідь матері» (1905)